# FAQ
FAQ (ang. frequently asked questions – często zadawane pytania) – zbiory często zadawanych pytań i odpowiedzi na nie, mające na celu udzielenie danemu użytkownikowi serwisu internetowego pomocy bez konieczności angażowania do tego jakichkolwiek osób.
FAQ były wykorzystywane przez administratorów pierwszych uczelnianych serwerów komputerowych w USA, tworzących zrąb ówczesnego Internetu, którzy zaczęli tworzyć takie dokumenty i wysyłać je jako odpowiedzi na ciągle powtarzające się pytania początkujących użytkowników. Szczególnie duże ilości FAQ stworzyli stali użytkownicy grup newsowych.
Oprócz tego FAQ są często stosowane w wielkich korporacjach (wręcza się je świeżo zatrudnianym pracownikom), na stronach internetowych, są dołączane do programów komputerowych, wykorzystują je kanały IRC.
FAQ, początkowo stosowane dla wygody administratorów serwerów, stały się także wygodnymi dokumentami ułatwiającymi standaryzację wielu rozwiązań technicznych stosowanych w Internecie.
W początkowym okresie rozwoju Internetu stała wymiana FAQ między administratorami i uzgadnianie jednolitych odpowiedzi na niektóre podstawowe pytania była formą ujednolicania wielu z tych standardów. Obecnie rolę tę przejęły takie organizacje jak IETF i W3C, które stworzyły swoją własną, jednolitą w formie wersję rozbudowanych FAQ-ów zwanych Request For Comments.